# Bayan Obo
Bayan Obo est une ville minière située en Mongolie-Intérieure. La mine est la plus importante du monde pour l'extraction des terres rares. La production a dépassé les 50 000 tonnes en 2010. Les pollutions induites par cette mine sont régulièrement décriées,,,,.

## Localisation
Dans un espace de hauts plateaux dénudés aux rivières asséchées qui constituent le piémont septentrional des Yinshan, se déploie un vaste ensemble minier. Le site de Bayan Obo, la « riche montagne », est localisé aux limites du désert de Gobi, à 120 km au nord de la ville de Baotou bordée par le fleuve Jaune, où sont finalement traités les minerais. La mine de Bayan Obo est un site minier d’un intérêt majeur (45 % production mondiale). Il alimente la base industrielle, technologique et scientifique de la ville de Baotou, élevée au rang de capitale chinoise et mondiale des terres rares. Au plan administratif, le site appartient au « district minier de Bayan Obo » fondé en 1958 : il couvre 250 km2 et est peuplé de 22 600 habitants en 2020, soit 91 hab/km2. Il s'agit du cœur de la production chinoise des terres rares.

## Métaux extraits
L'immense mine à ciel ouvert de Bayan Obo produit la majeure partie des terres rares dites légères de Chine, comme le lanthane pour le raffinage du pétrole, et la majeure partie de ses terres rares moyennes, comme le samarium pour les aimants des avions de chasse et des missiles.

## Extraction

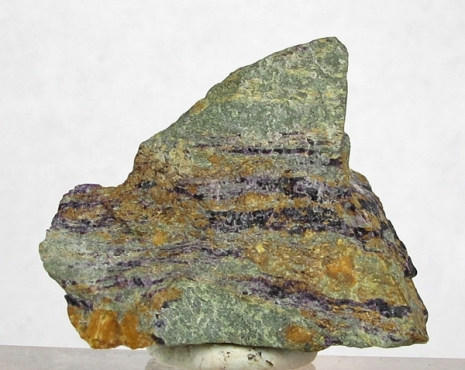
Zhonghuacerite (bastanésite) extraite du site de Bayan Obo. Elle contient du baryum et du cérium, lequel appartient au groupe des terres rares

La concentration de la roche est très faible en terres rares, si bien qu'elle doit être traitée et concentrée par des procédés hydrométallurgiques, et des bains d'acides.

## Impacts sur l'environnement

### Pollution atmosphérique
Selon la Société chinoise des terres rares, la production de terres rares à Bayan Obo s’accompagne du rejet d’acide sulfurique, d’acide fluorhydrique et de dioxyde de soufre.
En 2009, le Bureau de gestion de l'environnement radioactif de Baotou alerte qu'à la mine de Bayan Obo du thorium radioactif était « rejeté dans l'environnement sous forme de scories, d'eaux usées et de poussières ».

### Radioactivité associée
La radioactivité au fond des mines de Bayan Obo est deux fois supérieure à celle enregistrée à Tchernobyl aujourd’hui selon Guillaume Pitron.
Les terres rares ne sont pas des minerais radioactifs en eux-mêmes, mais l’activité qui consiste à les séparer d’autres minerais radioactifs (thorium ou uranium) auxquels ils sont associés dans la croûte terrestre produit des déchets radioactifs.